# Cymothoe hyarbita
Cymothoe hyarbita là một loài bướm thuộc họ Nymphalidae. Nó được tìm thấy ở Nigeria, Cameroon, Cộng hòa Congo và Cộng hòa Dân chủ Congo.
Ấu trùng ăn các loài thuộc chi A tràng và Caloncoba.

## Phân loài
- Cymothoe hyarbita hyarbita (phía đông Nigeria, Cameroon, tây Congo)
- Cymothoe hyarbita hyarbitina Aurivillius, 1897 (đông Congo, Cộng hòa Dân chủ Congo)

## Hình ảnh

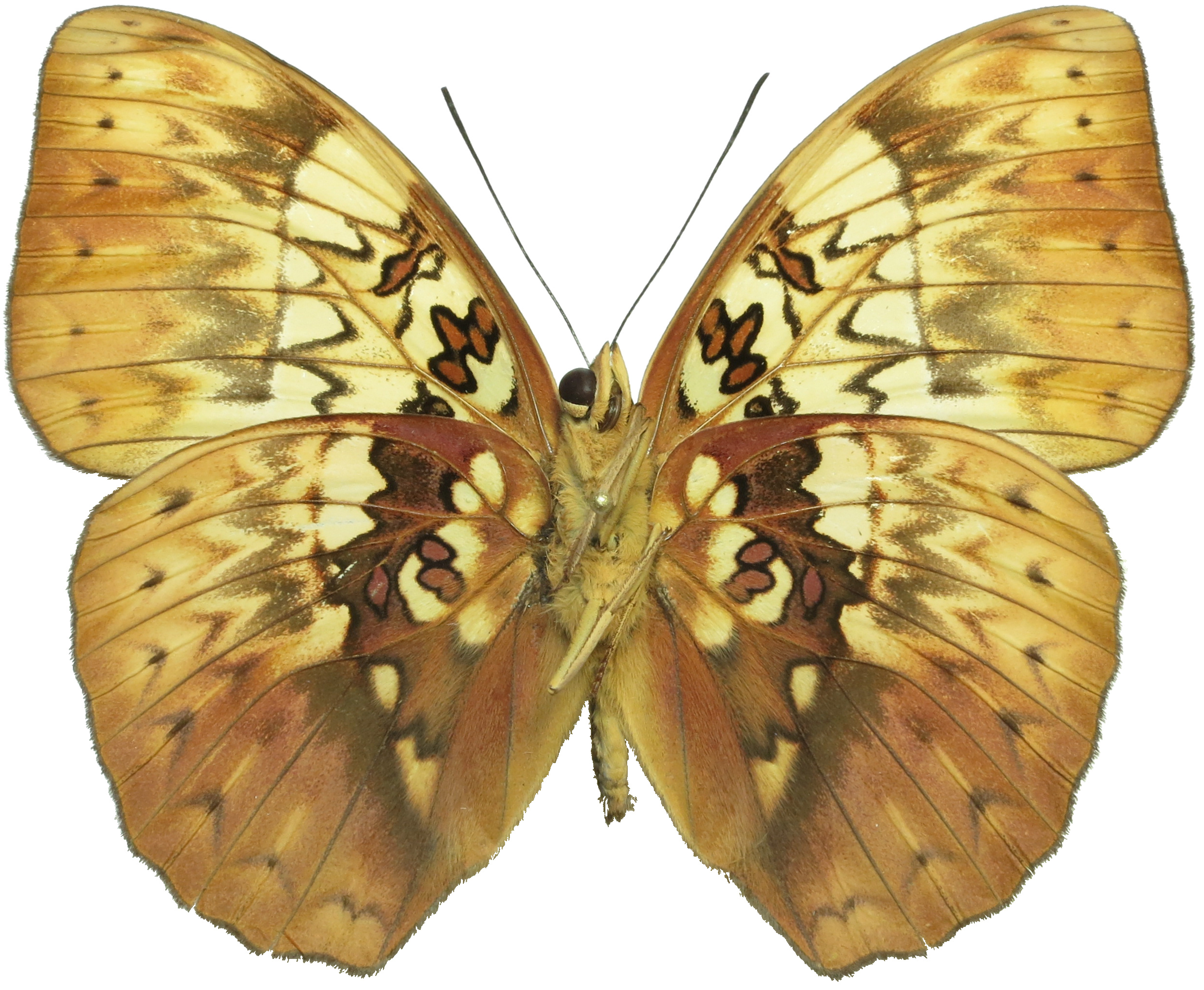
C. hyarbita hyarbita ventral side